# La Prénessaye
La Prénessaye is een gemeente in het Franse departement Côtes-d'Armor (regio Bretagne) en telt 829 inwoners (2004). De plaats maakt deel uit van het arrondissement Saint-Brieuc.

## Geografie
De oppervlakte van La Prénessaye bedraagt 17,1 km², de bevolkingsdichtheid is 48,5 inwoners per km².
De onderstaande kaart toont de ligging van La Prénessaye met de belangrijkste infrastructuur en aangrenzende gemeenten.

## Demografie
Onderstaande figuur toont het verloop van het inwonertal (bron: INSEE-tellingen).

1. ↑  Populations de référence 2022.